# جينغوات شجاعة
الجينغوات الشجاعة (الاسم العلمي:†Jinguofortisidae) هي فصيلة منقرضة من طيريات الأجنحة المعروفة من الطباشيري المبكر، وجدت في شمال الصين.

## علم تطور السلالات
أنشأ «وانغ وآخرون» في دراسة عام 2018 فصيلة الجينغوات الشجاعة بعد أن اكتشفوا أن طائر شونغ مينغ (الذي كان يعتبر سابقًا أصنوفة غير محددة ضمن الطيريات قصيرة الذيل بواسطة «وانغ وآخرون» في دراسة عام 2016) هو أصنوفة شقيقة لأصنوفتهم الجديدة الجينغو الشجاعة (Jinguofortis).